# Sollevamento pesi ai Giochi della XXV Olimpiade
Si sono svolte 10 gare, solamente maschili.
| Posizione | Paese             | Oro | Argento | Bronzo | Totale |
| --------- | ----------------- | --- | ------- | ------ | ------ |
| 1         | Squadra Unificata | 5   | 4       | 0      | 9      |
| 2         | Bulgaria          | 1   | 2       | 1      | 4      |
| 3         | Germania          | 1   | 0       | 2      | 3      |
| 4         | Turchia           | 1   | 0       | 0      | 1      |
| 4         | Grecia            | 1   | 0       | 0      | 1      |
| 4         | Corea del Sud     | 1   | 0       | 0      | 1      |
| 7         | Cina              | 0   | 2       | 2      | 4      |
| 8         | Polonia           | 0   | 1       | 2      | 3      |
| 9         | Cuba              | 0   | 1       | 0      | 1      |
| 10        | Kazakistan        | 0   | 0       | 1      | 1      |
| 10        | Romania           | 0   | 0       | 1      | 1      |
| Totale    | Totale            | 10  | 10      | 9      | 29     |

## Pesi mosca (fino a 52kg)
| Posizione | Atleta          | Paese    |
| --------- | --------------- | -------- |
|           | Ivan Ivanov     | Bulgaria |
|           | Lin Qisheng     | Cina     |
|           | Traian Cihărean | Romania  |

## Pesi gallo (52-56kg)
| Posizione | Atleta          | Paese         |
| --------- | --------------- | ------------- |
|           | Chun Byung-kwan | Corea del Sud |
|           | Liu Shoubin     | Cina          |
|           | Luo Jianming    | Cina          |

## Pesi piuma (56-60kg)
| Posizione | Atleta            | Paese    |
| --------- | ----------------- | -------- |
|           | Naim Süleymanoğlu | Turchia  |
|           | Nikolaj Pešalov   | Bulgaria |
|           | He Yingqiang      | Cina     |

## Pesi leggeri (60-67,5kg)
| Posizione | Atleta             | Paese             |
| --------- | ------------------ | ----------------- |
|           | Israyel Militosyan | Squadra Unificata |
|           | Joto Jotov         | Bulgaria          |
|           | Andreas Behm       | Germania          |

## Pesi medi (67,5-75kg)
| Posizione | Atleta               | Paese             |
| --------- | -------------------- | ----------------- |
|           | Fёdor Kasapu         | Squadra Unificata |
|           | Pablo Lara-Rodríguez | Cuba              |
|           | Kim Myong-nam        | Corea del Nord    |

## Pesi massimi-leggeri (75-82,5kg)
| Posizione | Atleta            | Paese   |
| --------- | ----------------- | ------- |
|           | Pyrros Dīmas      | Grecia  |
|           | Krzysztof Siemion | Polonia |
|           | Non assegnata     |         |

Ibragim Samadov (Squadra Unificata) vinse la medaglia di bronzo ma venne squalificato (e successivamente squalificato a vita) dopo aver rifiutato la medaglia e lasciata ai piedi del podio e poi successivamente essere uscito dalla cerimonia di premiazione. Il CIO decise di non assegnare la medaglia al quarto classificato Jon Chol-ho (Corea del Nord), poiché l'infrazione non era stata commessa in gara.

## Pesi medio/massimi (82,5-90kg)
| Posizione | Atleta                | Paese             |
| --------- | --------------------- | ----------------- |
|           | Kakhi Kakhiashvili    | Squadra Unificata |
|           | Sergej Syrcov         | Squadra Unificata |
|           | Sergiusz Wołczaniecki | Polonia           |

## Pesi massimi primi (90-100kg)
| Posizione | Atleta          | Paese             |
| --------- | --------------- | ----------------- |
|           | Viktor Tregubov | Squadra Unificata |
|           | Timur Tajmazov  | Squadra Unificata |
|           | Waldemar Malak  | Polonia           |

## Pesi massimi (100-110kg)
| Posizione | Atleta       | Paese             |
| --------- | ------------ | ----------------- |
|           | Ronny Weller | Germania          |
|           | Artur Akoev  | Squadra Unificata |
|           | Stefan Botev | Bulgaria          |

## Pesi super-massimi (Oltre i 110kg)
| Posizione | Atleta             | Paese             |
| --------- | ------------------ | ----------------- |
|           | Aleksandr Kurlovič | Squadra Unificata |
|           | Leonid Taranenko   | Squadra Unificata |
|           | Manfred Nerlinger  | Germania          |